# Gottfried Waldhäusl

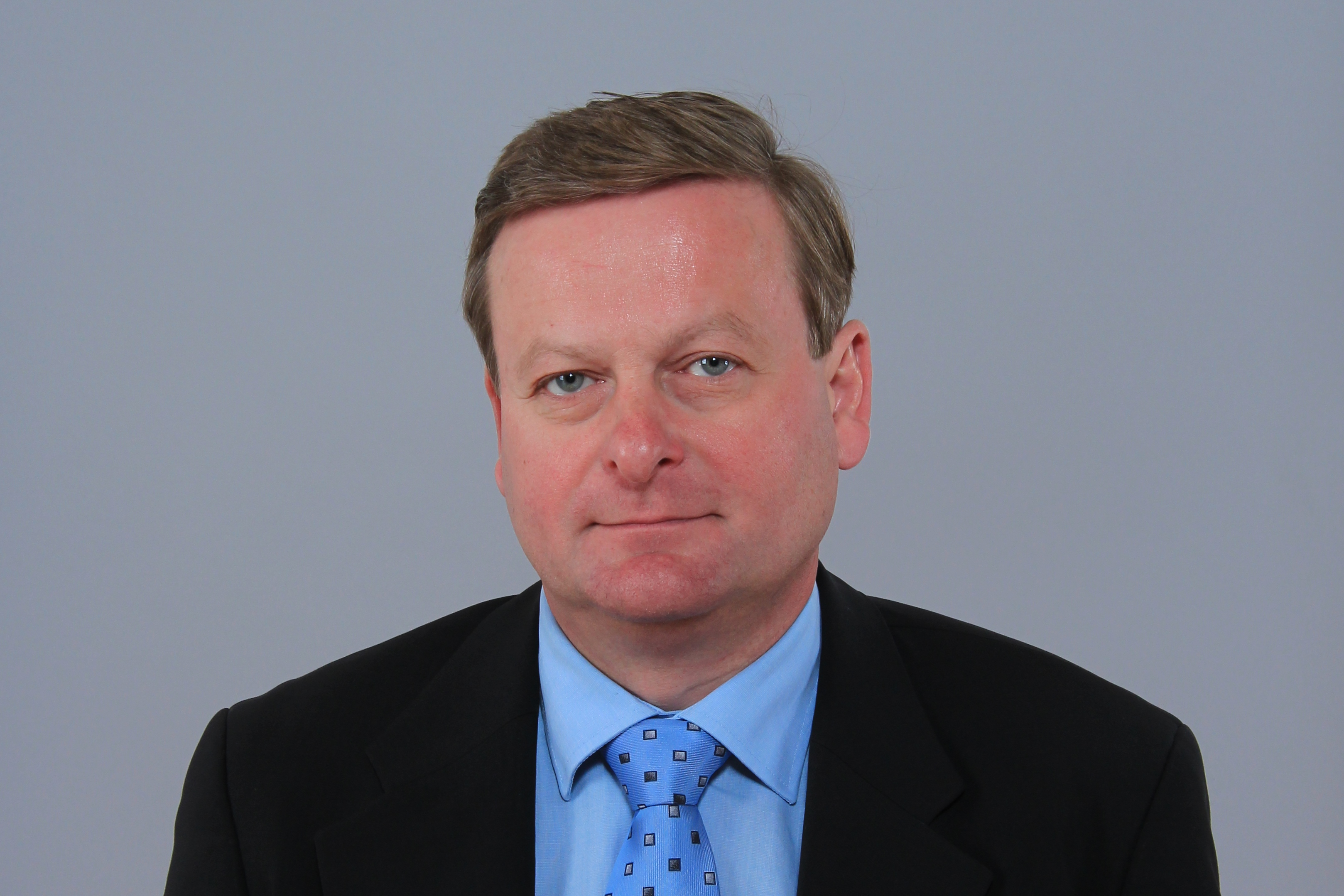
Gottfried Waldhäusl (2013)

Gottfried Waldhäusl (* 3. Oktober 1965 in Waidhofen an der Thaya) ist ein österreichischer Landwirt, rechtsextremer Politiker (FPÖ) und seit 23. März 2023 Zweiter Präsident des niederösterreichischen Landtages.
Von 2018 bis 2023 war er Landesrat in der niederösterreichischen Landesregierung Mikl-Leitner II für Tierschutz, Gemeindeärzte, Asyl und Mindestsicherung. Von 1995 bis 1998 war er Mitglied des Bundesrates und ab 1998 Abgeordneter zum Landtag von Niederösterreich, wo er von 2008 bis 2018 auch als Klubobmann der FPÖ fungierte.

## Leben
Waldhäusl besuchte nach der Volksschule fünf Jahre ein Bundesrealgymnasium und absolvierte anschließend die Landwirtschaftliche Fachschule Edelhof. Danach war er als Landwirt und Unternehmer tätig. Im Jahr 1985 übernahm er den landwirtschaftlichen Betrieb seiner Eltern.
Waldhäusl lebt in Waidhofen an der Thaya und ist Vater von drei Kindern.

## Politik
Politisch engagierte sich Waldhäusl ab 1990 für die FPÖ als Gemeinderat in Pfaffenschlag, wobei er zeitweise das Amt des geschäftsführenden Gemeinderats innehatte. 1994 wurde er zum Bezirksparteiobmann, 1995 zum Obmann der freiheitlichen Bauernschaft Niederösterreich gewählt. Er war zudem von 1995 bis 2005 Landwirtschaftskammerrat und übernahm am 6. Juli 2003 das Amt des Landesparteiobmannstellvertreters. Zudem hatte er von Oktober 2003 bis 2008 die Funktion des Landesobmanns des niederösterreichischen Gemeindevertreterverbandes inne. Waldhäusl gehörte vom 26. April 1995 bis zum 15. April 1998 dem Bundesrat an und war ab dem 16. April 1998 Abgeordneter zum niederösterreichischen Landtag. Er übernahm 2005 das Amt des Fraktionsvorsitzenden und war ab 2008 Klubobmann der FPÖ im Landtag.
Da Spitzenkandidat Udo Landbauer nach der Landtagswahl in Niederösterreich 2018 zurücktrat, ist Waldhäusl aufgrund des Proporzsystems seit 22. März 2018 Landesrat in der Landesregierung Mikl-Leitner II mit den Ressorts Tierschutz, Gemeindeärzte, Asyl und Mindestsicherung. Als Klubobmann folgte ihm Martin Huber nach.
Bei der Landtagswahl 2023 trat er erneut als FPÖ-Spitzenkandidat im Landtagswahlkreis Waidhofen an der Thaya an. Im Juni 2024 folgte ihm Anja Scherzer als Landespartei-Obmannstellvertreterin für das Waldviertel nach.

## Kontroversen
Die Wortwahl von Gottfried Waldhäusl sorgte in der Vergangenheit wiederholt für öffentliches Aufsehen. Im Jahr 2004 bezeichnete Waldhäusl in einer Landtagssitzung den langjährigen niederösterreichischen Landeshauptmann Erwin Pröll (1992 bis 2017) als Diktator („Der Diktator erhebt sich vom Sessel“). Im Jahr 2011 kritisierte er während einer Landtagssitzung die Familienpolitik der ÖVP aufgrund von Kürzungen der Familienleistungen, aber für „Schwuchteln“ sei Geld vorhanden.
Bei einer Pressekonferenz im Herbst 2014 sprach sich Waldhäusl gegen die Integration von Asylwerbern aus. Er bezeichnete das als „idiotisch“, wenn man wisse, dass sie bald wieder weg sein würden. Auch forderte er, Kinder von Asylwerbern nicht in Kindergärten und Schulen zu schicken, da diese nicht Deutsch sprechen und deshalb andere Kinder am Lernen hindern würden. Hinsichtlich der niederösterreichischen Stadtgemeinde Heidenreichstein sagte er, dass Kinder von Einwohnern auf der Warteliste für den Kindergarten stehen würden, weil Asylwerber-Kinder diesen besuchen würden. Vom Stadtoberhaupt und Schulstadtrat wurde das dementiert.
Ende April 2018 bezeichnete Waldhäusl die Grundversorgungsleistungen für Asylbewerber als einen „Saustall“, den es aufzuräumen gelte. Vor diesem Hintergrund forderte er, 405 „Illegale“ bis zum darauffolgenden Tag von freien Unterkünften in Vollversorgungsquartiere überzusiedeln, die von der Presse als Landessammelquartiere bezeichnet wurden.
Eine weitere Kontroverse, die ebenfalls über die Grenzen Niederösterreichs hinaus Wellen schlug, startete Waldhäusl im Juli 2018, als er vorschlug, eine Schächtung in Niederösterreich nur noch bei nachgewiesenem Wohnsitz in diesem Bundesland zu erlauben. Er begründete seine Forderung mit dem Tierschutz und damit, dass es nicht einzusehen sei, „warum Wiener nach Niederösterreich fahren und hier tausende Tiere schächten lassen“. Oskar Deutsch, Präsident der Israelitischen Kultusgemeinde (IKG), kritisierte dieses Ansinnen als seiner Meinung nach nicht mit dem Datenschutz vereinbar. Außerdem sprach er von einem „negativen Arier-Paragrafen“ und fühlte sich „fast an die Nazizeit erinnert“. Auch die Islamische Glaubensgemeinschaft (IGGÖ) kritisierte Waldhäusls Vorhaben. Waldhäusl meinte, dieses Vorhaben sei schon unter seinem SPÖ-Vorgänger Maurice Androsch geplant gewesen – er setze es nur um. Dieser hatte in einem Informationsschreiben an Schlachthöfe bei Schächtungen ein Mitgliederverzeichnis, eine Vorlage eines Meldezettels beziehungsweise von Dokumenten, aus denen die Religionszugehörigkeit zweifelsfrei hervorgeht, gefordert. Maurice Androsch erklärte, dass er mit seinem Informationsschreiben nur die generellen Voraussetzungen für Menschen, die schächten wollten, regeln wollte. Landeshauptfrau Johanna Mikl-Leitner meinte, Registrierungen werde es in Niederösterreich „sicher nicht geben“. Dabei spiele es keine Rolle, ob dieser Vorstoß nun von einem SPÖ- oder einem FPÖ-Landesrat komme. Sie erwarte sich eine „sachliche Diskussion und kein Zündeln“. Am 20. Juli 2018 meldete sich auch die österreichische Bundesregierung, allen voran Bundeskanzler Sebastian Kurz und Kanzleramtsminister Gernot Blümel (beide ÖVP), zu Wort. Kurz und Blümel kritisierten Waldhäusls Pläne und sagten, es werde sicher keine derartigen Registrierungen geben. Dieser wies die Kritik zurück. Am 27. Juli 2018 erklärten Mikl-Leitner und Waldhäusl, sich auf eine Neuregelung geeinigt zu haben. Diese verbiete Registrierungen.
Im September 2018 kündigte Waldhäusl in einem Schreiben an Caritas und Diakonie strengere Kontrollen für Asylquartiere an. Unterkunftgeber von Asylwerbern wurden darin aufgefordert, jede Abwesenheit von Asylwerbern, die drei Tage pro Monat übersteige, zu melden, wobei Nichtanwesenheit in der Unterkunft während des Tages als Abwesenheit gewertet werde. Eine entsprechende Richtlinie bestehe bereits seit 2007. Die Maßnahme wurde von diversen NGOs als rechtlich nicht haltbar kritisiert.

### Flüchtlingsquartier Drasenhofen
Ende November 2018 kam Waldhäusl in negative Schlagzeilen und Kritik, da in Drasenhofen, nahe der tschechischen Grenze, ein Flüchtlingsquartier für „auffällig gewordene minderjährige Flüchtlinge“ errichtet werden sollte. Kritisiert wurde vor allem – von SPÖ, NEOS, JETZT, den Grünen, der Caritas und zahlreichen NGOs –, dass die Flüchtlinge eingesperrt seien und das Gebäude mit Stacheldraht umzäunt sei. Der dortige Bürgermeister Reinhard Künzl (ÖVP) bezeichnete das Asylquartier gar als „Schande für Österreich“. Waldhäusl wies die Kritik zurück: Das Flüchtlingsquartier sei kein Gefängnis. Am 30. November 2018 meldete sich schließlich auch die niederösterreichische Landeshauptfrau Johanna Mikl-Leitner (ÖVP) zu Wort – sie meinte, dass ein Stacheldraht „nichts verloren“ habe. Noch am selben Abend wurden die Flüchtlinge in ein anderes Quartier, nach St. Gabriel (Maria Enzersdorf), verlegt. Das Asylquartier Drasenhofen wurde daraufhin geschlossen. Die niederösterreichische Kinder- und Jugendanwaltschaft, die diesen Fall prüfte – und sich auch selbst vor Ort, in Drasenhofen, ein Bild machte –, hielt in einem Bericht vom 3. Dezember 2018 fest, dass die dort herrschenden Zustände „den Anschein eines Freiheitsentzuges“ erweckten. Es sei „akuter Handlungsbedarf“ gegeben. Gegen Waldhäusl wurde am 3. Dezember 2018 vom Wiener Rechtsanwalt Georg Zanger eine Strafanzeige wegen Freiheitsentzugs und Amtsmissbrauchs eingebracht, da Waldhäusl als zuständiger Landesrat die Verantwortung trage und Entscheidungen getroffen habe. Zahlreiche Jugendorganisationen demonstrierten am 4. Dezember 2018 vor dem niederösterreichischen Landhaus in St. Pölten gegen Waldhäusl, von SPÖ und NEOS wurde er zum Rücktritt aufgefordert. Am 4. Dezember 2018 drohte ihm Landeshauptfrau Mikl-Leitner zunächst via Facebook mit dem Ressortentzug, sollte Waldhäusl „seiner Verantwortung als Regierungsmitglied nicht nachkommen“. Schließlich einigte man sich in der Sitzung der niederösterreichischen Landesregierung darauf, Waldhäusl eine „letzte Chance“ zu geben, er bleibe weiterhin für das Asylwesen zuständig. Noch am selben Abend fuhr Waldhäusl zur neuen Flüchtlingsunterkunft des Missionshauses St. Gabriel in Maria Enzersdorfl und führte dort Gespräche mit den Verantwortlichen der Caritas, insbesondere mit deren Generalsekretär Klaus Schwertner. Der österreichische Politikberater Thomas Hofer meinte in einem Interview mit dem ORF Niederösterreich, Waldhäusl habe „Lust an Provokation“. Er zeigte sich skeptisch, dass Waldhäusl in Zukunft für eine „skandalfreie Zeit“ sorgen werde. Grünen-Landessprecherin Helga Krismer forderte – zwecks Klärung der politischen Verantwortung für das Asylquartier Drasenhofen – einen parlamentarischen Untersuchungsausschuss im niederösterreichischen Landtag. Diesen brachte sie trotz Unterstützung durch Neos nicht ein, da zu erwarten war, dass die SPÖ dagegen stimmen würde. Die NEOS brachten am 8. Dezember 2018 gegen Waldhäusl und die von ihm zur Flüchtlingsbetreuung engagierte Firma National Security Austria (NSA) eine Sachverhaltsdarstellung ein. Parteichefin Beate Meinl-Reisinger ortete eine „Kultur der Selbstbedienung in der FPÖ“ und verlangte „endlich klare Worte der ÖVP unter Sebastian Kurz“. Es sei „nicht mehr akzeptabel“, dass diese „der FPÖ auf Bundes- und Landesebene immer und immer wieder dabei zusieht, wie sie den Rechtsstaat mit Füßen zu treten versucht“. Am 11. Dezember 2018 wurde bekannt, dass der Landesrechnungshof Niederösterreich die umstrittenen Vorgänge um das Asylquartier Drasenhofen untersuchen soll. Hingegen wurde der Vorstoß der Grünen (Untersuchungsausschuss im Landtag) wegen nicht vorhandener Mehrheit verworfen. Am 12. Dezember 2018 wurde bekannt, dass die FPÖ Niederösterreich die Drasenhofen-Rechnungshof-Prüfung eigens beantragen und sich nicht dem gemeinsamen Begehren der anderen Parteien anschließen wird. Im von der SPÖ verfassten Antrag finde „eine Vorverurteilung statt“. Am 13. Dezember 2018 wurde Waldhäusl von SPÖ und NEOS neuerlich zum Rücktritt aufgefordert. Grund war Waldhäusls Formulierung, Asylwerber bräuchten eine „Sonderbehandlung“. Dies wurde als Jargon aus der Nazi-Zeit verstanden, als dieser Begriff als Tarnbezeichnung für die Ermordung von Menschen galt. Landeshauptfrau Mikl-Leitner betonte, sie wolle sich an keiner „Begriffsdebatte“ beteiligen. Wichtiger sei ihr, dass die Vereinbarungen mit Waldhäusl eingehalten werden.
Die umstrittenen Maßnahmen zur Bewachung kamen laut einem „profil“-Bericht direkt vom FPÖ-Landesrat. Waldhäusl verlangte demnach unter anderem die Bewachung durch einen Hund, eine Kamera beim Eingang und einen Zaun aus Stacheldraht, „damit nicht überklettert werden kann“.
Schlussendlich kritisierte Caritas-Generalsekretär Klaus Schwertner Waldhäusl, es gebe in St. Gabriel keine adäquate „pädagogische Betreuung“. Waldhäusl forderte daraufhin einen „Begleiter“ für Flüchtlinge. Für Dezember 2018 stellte die Caritas die Kostenabrechnung für die Betreuung der (je nach Darstellung) zehn bis sechzehn unbegleiteten minderjährigen Flüchtlinge in St. Gabriel in Höhe von 100.000 Euro an das Land. Waldhäusl reagierte darauf empört und ließ die Flüchtlinge in günstigere Quartiere verlegen.
Im März 2019 erteilte die Oberstaatsanwaltschaft Wien der Wirtschafts- und Korruptionsstaatsanwaltschaft (WKStA) die Weisung, gegen Waldhäusl und eine Landesbeamtin wegen Amtsmissbrauchs durch Freiheitsentziehung zu ermitteln. Im Mai 2021 wurde bekannt, dass gegen Waldhäusl sowie eine Beamtin der Landesregierung seitens der Wirtschafts- und Korruptionsstaatsanwaltschaft Anklage wegen Amtsmissbrauchs erhoben wird, nachdem bereits kurz vorher auch gerichtlich festgestellt worden war, dass die Unterbringung in Drasenhofen rechtswidrig war. Einen Rücktritt im Zuge der Anklage lehnte er aber bereits ab, da er von einem Freispruch ausgehe, der dann auch tatsächlich erfolgte.
Im Jänner 2023 äußerte sich Waldhäusl in der Sendung Pro und Contra des österreichischen Fernsehsenders Puls 24 mit einer als rassistisch kritisierten Aussage auf den Kommentar einer anwesenden Schülerin. Auf die Aussage derselben, dass ihre Klasse heute so nicht existieren würde, wenn Waldhäusl seine propagierten Maßnahmen bereits vor einigen Jahren durchgesetzt hätte (EU-Außengrenzen schließen), entgegnete Waldhäusl mit den Worten „Dann wäre Wien noch Wien“. Trotz öffentlicher Kritik legte Waldhäusl kurz darauf nach und bekräftigte seine Aussage erneut. Ferner äußerte Waldhäusl, „dass meine Enkelkinder einmal unsere Heimat Österreich mit der Waffe verteidigen müssen“ und dass Zuwanderung ein „Anschlag auf unser christliches Abendland“ sei. Landeshauptfrau Mikl-Leitner bezeichnete die Aussagen als „jenseitig“, auch Verfassungsministerin Karoline Edtstadler (ÖVP) zeigte sich „fassungslos“. In der Folge wurde Waldhäusl nicht erneut Landesrat für Asyl, sondern wechselte ins Landtagspräsidium.

### Waldhäusl nunmehr GmbH & Co. KG
Mitte Dezember 2018 stand Waldhäusl neuerlich in der Kritik. Es ging um die Firma Waldhäusl nunmehr GmbH & Co. KG in Krems an der Donau mit Verbindungen nach Zypern. Die NEOS mutmaßten, Waldhäusl könnte über diese Firma – zusätzlich zu seinem Politikergehalt – Geld einnehmen.

### Unspruch des Jahres 2023
Die Gesellschaft für Österreichisches Deutsch (Graz) hat 2023 Waldhäusls Äußerung "dann wäre Wien noch Wien" zum "Unspruch des Jahres" erklärt. Der Politiker hatte dies einer jugendlichen Migrantin geantwortet, die gefragt hatte, was denn Wien ohne die vielen Zuwanderer wäre.

## Auszeichnungen
- 2014: Großes Goldenes Ehrenzeichen für Verdienste um die Republik Österreich[58]